# Žosselina Majga
Žosselina Alievna Majga (in russo Жосселина Алиевна Майга?; Rostov sul Don, 30 aprile 1996) è una cestista russa.

## Carriera
Con la Russia ha disputato due edizioni dei Campionati europei (2017, 2019).